# Velothon Berlin
Velothon Berlin, do 2013 ProRace Berlin – klasyczny wyścig kolarski rozgrywany w Berlinie, w latach 2011–2015. Należał do cyklu UCI Europe Tour i posiadał kategorię 1.1.

## Zwycięzcy
| Rok  | Pierwsze        | Drugie          | Trzecie           |
| ---- | --------------- | --------------- | ----------------- |
| 2011 | Marcel Kittel   | Giacomo Nizzolo | Aleksiej Markow   |
| 2012 | André Greipel   | Rüdiger Selig   | Raymond Kreder    |
| 2013 | Marcel Kittel   | Matteo Pelucchi | André Greipel     |
| 2014 | Raymond Kreder  | Sam Bennett     | Aleksandr Porsiew |
| 2015 | Ramon Sinkeldam | Sam Bennett     | Zico Waeytens     |